# Carex rufulistolon
Carex rufulistolon är en halvgräsart som beskrevs av Tetsuo Michael Koyama. Carex rufulistolon ingår i släktet starrar, och familjen halvgräs. Inga underarter finns listade i Catalogue of Life.